# Carl Astley Ekströmer
Carl Astley Ekströmer, född 15 november 1823 i Stockholm, död 7 december 1866 i Malmö, var en svensk jurist.
Ekströmer var son till läkaren Carl Johan Ekströmer. Han tog juridisk-filosofisk examen 1844 och blev 1845 extra ordinarie kanslist på Finansdepartementet. Efter hovrättsexamen 1848 blev han auskultant i Svea hovrätt, vice notarie vid samma hovrätt 1849, notarie i Sundhetskollegium 1850, biträdande polismästare i Stockholm 1853 och ordinarie polismästare 1855. 1863 lämnade han tjänsten, då han utsågs till tulldistriktchef i södra distriktet. Mellan 1852 och 1853 var han vice auditör vid Göta livgarde. Han var riddare av Nordstjärneorden.